# Mike Schneeberger
Mike Schneeberger (* 5. August 1962 in Superior, Wisconsin) ist ein US-amerikanischer Curler.
Sein internationales Debüt hatte Mike Schneeberger im Jahr 1995 bei der Curling-Weltmeisterschaft in Brandon, er blieb aber ohne Medaille.
Schneeberger spielte als Third für die US-amerikanische Mannschaft bei den XIX. Olympischen Winterspielen im Curling.
Die Mannschaft belegte den siebten Platz.